# علیم‌بک بستایف
علیم‌بک بستایف (روسی: Алимбег Борисович Бестаев؛ ۱۵ اوت ۱۹۳۶ – ۱۹۸۸) کشتی‌گیر اهل اتحاد جماهیر شوروی سوسیالیستی بود.
وی در مسابقات کشوری و بین‌المللی در مجموع برندهٔ ۲ مدال طلا، ۱ مدال برنز شده‌است.